# Андре Уттер
Андре Уттер (20 березня 1886 — 7 лютого 1948) — французький художник. Він народився у 18-му окрузі Парижа в сім'ї ельзаського походження. Він найбільш відомий тим, що був другим чоловіком і менеджером французької художниці Сюзанни Валадон і вітчимом її сина Моріса Утрілло. Цю трійцю також називають trinité maudite (проклята трійця) через їхні сварки, примирення та алкоголізм.

## Історія із життя
У 1906 році Уттера познайомив із Сюзанною Валадон його друг Моріс Утрілло, її син. Уттер став її першою чоловічою моделлю, позуючи для неї оголеним з 1909 по 1914 рік. Він зображений як Адам на картині Валадонни 1909 року «Адам і Єва».
Уттер став коханцем Валадонни в 1913 році. Пара одружилася незадовго до того, як Уттер був призваний на Першу світову війну в 1914 році. Коли він повернувся до цивільного життя в 1918 році, він узяв на себе управління кар'єрами Валадонни і Моріса Утрілло.
У 1934 році пара розлучилася; попри це, він залишався частиною її життя, поки вона не померла через чотири роки. Похований разом з Валадонною на кладовищі Сен-Уан у Парижі.

## Творчість
З 1910 року Уттер створив численні пейзажні картини, зокрема, вулиці Корто, де була розташована його майстерня. Натхненний кубізмом, після Першої світової війни його творчість набула більш м'яких тонів. Після 1925 року його роботи складалися переважно з портретів та натюрмортів. Він також малював театральні декорації. У 1925 році він проілюстрував «Театр у лірі» Оскара Вайлда.
Між 1915 та 1922 роками, а також між 1925 та 1932 роками він виставляв свої роботи на кількох спільних виставках у Парижі, в тому числі в галереї Берти Вайль. Протягом усього часу їхнього шлюбу Уттер регулярно виставляв свої роботи разом із Сюзанною Валадон. У 1932 році він мав персональну виставку в Женеві, але не мав успіху як художник.
Однією з найвідоміших робіт Андре Уттера є «Сюзанна Валадон розчісується» (Suzanne Valadon se coiffant), написана в 1913 році та виставлена в музеї Petit Palais в Женеві. Інші роботи художника зберігаються в багатьох музеях, зокрема в Музеї Бру в Бур-ан-Бресі, Музеї образотворчих мистецтв у Ліоні, Музеї сучасного мистецтва в Труа та Музеї сучасного мистецтва в Страсбурзі.